# Ainesjärvi
Ainesjärvi är en sjö i kommunen Ylöjärvi i landskapet Birkaland i Finland. Sjön ligger 156,3 meter över havet. Den är 24 meter djup. Arean är 86 hektar och strandlinjen är 5,89 kilometer lång. Sjön  ingår i Kumo älvs huvudavrinningsområde.   Den ligger omkring 57 km norr om Tammerfors och omkring 220 km norr om Helsingfors. 